# Plac gen. Józefa Hallera w Warszawie
Plac gen. Józefa Hallera – plac w dzielnicy Praga-Północ w Warszawie. 

## Historia

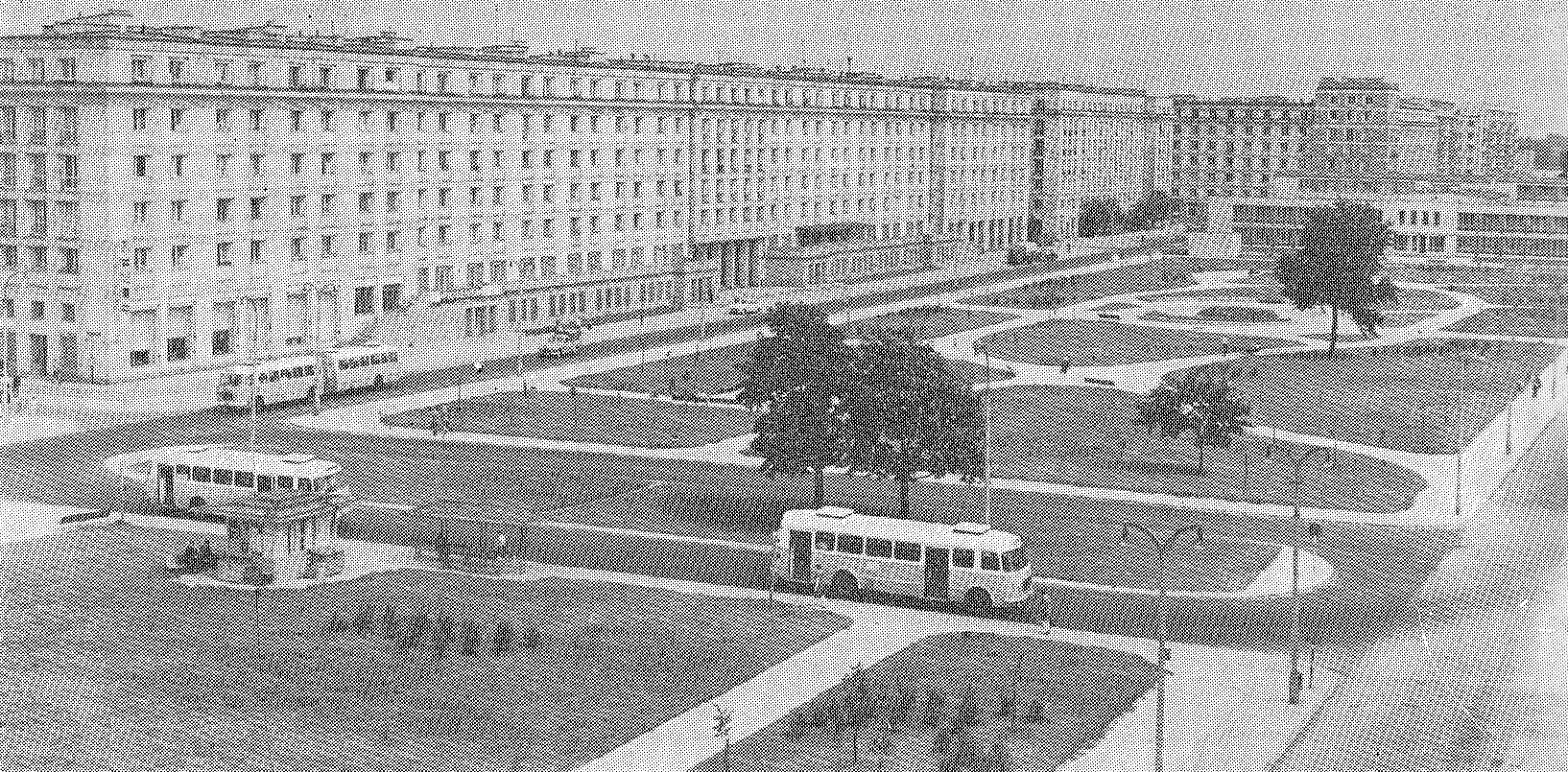
Plac w latach 60.

Przed I wojną światową na terenie obecnego placu znajdowały się rosyjskie koszary, które po odzyskaniu niepodległości zostały przejęte przez 36 Pułk Piechoty Legii Akademickiej. 
Plac został wytyczony w pierwszej połowie lat 50. XX wieku. W latach 1957–1991 nosił imię Juliana Leńskiego.  Stanowił centrum założenia urbanistycznego osiedla mieszkaniowego Praga II zaprojektowanego przez Jerzego Gieysztora i Jerzego Kumelowskiego. Osiedle powstało w latach 1950–1966. Było  przeznaczone dla pracowników Fabryki Samochodów Osobowych i nazywane „praskim MDM-em”. 
Plac jest położony między ulicami Dąbrowszczaków i Jagiellońską. Stanowi rozległe, dwuhektarowe założenie na planie wydłużonego prostokąta. Dochodzą do niego ulice: Groszkowskiego, Skoczylasa i Szymanowskiego. Ruch kołowy umożliwiają dwie jednokierunkowe ulice po południowej i północnej stronie placu. 
Plac obudowano monumentalnymi blokami w stylu socrealistycznym. Mają one w większości siedem kondygnacji (w tym dwie handlowe); dwa górne, cofnięte piętra w budynkach narożnych poprzedzono kolumnadami (słupami). Budynki mają kamienne okładziny (szary granit w strefie cokołowej oraz różowy lub żółty piaskowiec w strefie rozwinięcia).
W latach 60. XX wieku w północno-wschodniej części placu ustawiono stelę z napisem: Miejsce uświęcone krwią żołnierzy radzieckich i polskich zamordowanych przez hitlerowców w latach 1941–1943. 
W latach 70. XX wieku na placu zbudowano betonowy pawilon. Jego środkową część zajmuje skwer na którym znajduje się m.in. fontanna, plac zabaw, dąb papieski i ujęcie wody oligoceńskiej. W 2018 ustawiono tam tężnię. W centralnej części placu znajduje się także pętla autobusowa.
Od 2015 roku przy placu Hallera działa Centrum Wielokulturowe.